# Chequers-Plan

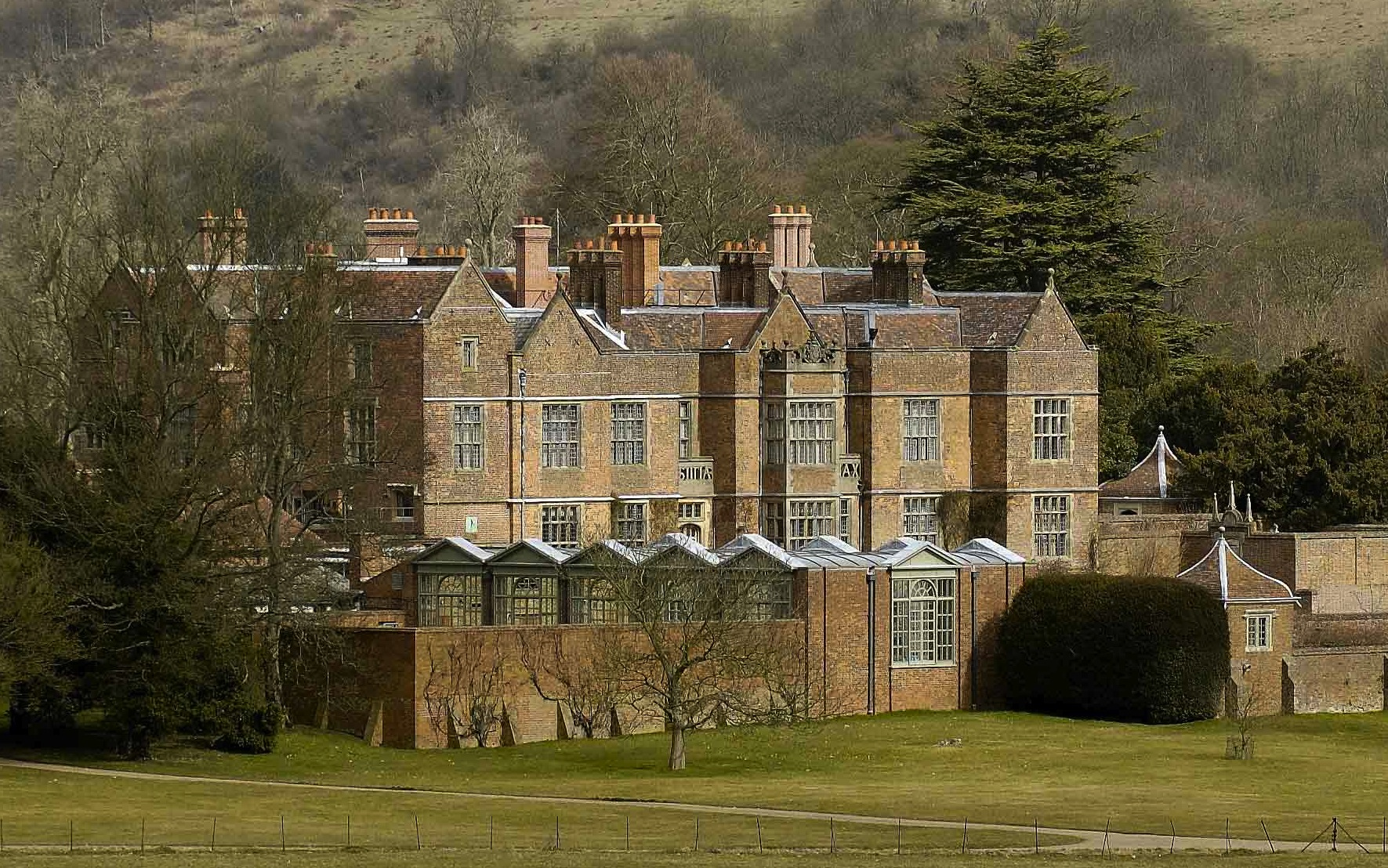
Chequers – der offizielle Landsitz des britischen Premierministers seit 1921, wo sich das Kabinett von Theresa May auf den Chequers-Plan geeinigt hat.

Der Chequers-Plan ist ein 83 Seiten langes Weißbuch, den EU-Austritt des Vereinigten Königreichs (Brexit) betreffend. Er wurde am 12. Juli 2018 durch die Regierung des Vereinigten Königreichs unter Premierministerin Theresa May veröffentlicht. Darin wird das Verhältnis des Vereinigten Königreichs zur Europäischen Union im Anschluss an den Brexit konzipiert. Der offizielle Titel des Dokuments lautet The future relationship between the United Kingdom and the European Union (Die zukünftige Beziehung zwischen dem Vereinigten Königreich und der Europäischen Union).
Der Brexit-Minister im Kabinett May, Dominic Raab, beschrieb den Chequers-Plan als „detaillierten Vorschlag für eine systematische, pragmatische und ambitionierte zukünftige Partnerschaft zwischen dem Vereinigten Königreich und der EU“ (a „detailed proposal for a principled, pragmatic and ambitious future partnership between the UK and the EU“). Weiter erklärte er: „Das Weißbuch schlägt eine Freihandelszone für Güter vor, um reibungslosen Handel weiter zu gewährleisten. Unterstützt werden soll dies durch gemeinsam vereinbarte Zollregeln, aber nur soweit das für den reibungslosen grenzüberschreitenden Handel notwendig ist“.
Die endgültige Fassung des Weißbuchs entstand bei einer Kabinettssitzung in Chequers am 6. Juli 2018. David Davis, bis zu diesem Zeitpunkt Brexit-Minister im Kabinett, und der Außenminister Boris Johnson traten daraufhin von ihren Ämtern zurück, weil sie den Plan ablehnten.

## Struktur
Das Weißbuch ist in vier Kapitel aufgeteilt: Ökonomische Partnerschaft, Sicherheit, Kooperation und institutionelle Arrangements.
Es enthält den Vorschlag eines Assoziierungsabkommens mit der EU, die Skizze eines Kooperationsgerüsts zwischen London und Brüssel mit einem Governing Body aus Regierungsvertretern beider Seiten und einem gemeinsamen Komitee zur Umsetzung und Einhaltung der Brexit-Vereinbarung.